# Hernando Salcedo Silva
Hernando Salcedo Silva, né le 28 décembre 1916 à Bogota et mort le 18 janvier 1987 dans la même ville, est un critique et historien du cinéma colombien.